# Mother Love
〈Mother Love〉는 1991년 프레디 머큐리의 마지막 노래로 알려진 노래이다. 1995년에 발매된 음반 《Made in Heaven》에 실렸다.

## 개요
프레디 머큐리와 브라이언 메이 두 명이 차례로 노래하는데, 이 노래는 그가 죽기 6개월 전인 1991년 5월에 머큐리가 부른 것으로 알려져 있다. 그러나 사망 2주 전 몽트뢰에서 프레디 머큐리가 생애 마지막 녹음으로 이 노래를 부른 것으로 추정된다. 그는 음악의 완성을 위해 보드카 등을 마시며 녹음했으나, 곡을 끝마치지 못한 채 사망했다. 브릿지와 코러스, 1절 가사만이 녹음되어 있었으며 브라이언 메이가 맨 끝 부분을 사후인 1995년에 녹음하였다.

## 구성
1절에서는 자신의 삶을 돌아보면서, 어떠한 열정이나 관계도 필요 없으며 자신의 삶이 끝나는 것을 암시하고 있다. 그러면서도 안락함과 보살핌을 받을 수 있는 '어머니의 품'을 간절히 원한다. 프레디 머큐리의 사후 녹음 및 편곡된 2절에서는 몸이 아파온다며, 자신은 따뜻한 어머니의 품으로 돌아갈 것이라며 이야기한다. 곡의 말미에는 《Live at Wembley '86》에서의 Ay-Oh가 재생되는 것을 시작으로 퀸의 대표곡이 되감기로 빠르게 돌다가, 프레디 머큐리의 명의로 처음 녹음한 《Going Back》이 나온 후 이어 아기의 울음소리로 마무리된다.